# Václav Farník
Václav Matyáš Farník, né le 29 août 1770 à Dobrichovice et mort le 30 novembre 1838 à Prague, est un musicien tchèque, joueur de hautbois et de clarinette. Václav Farník est l'un des plus importants clarinettistes du tournant des XVIIIe et XIXe siècles dans le contexte européen.

## Biographie

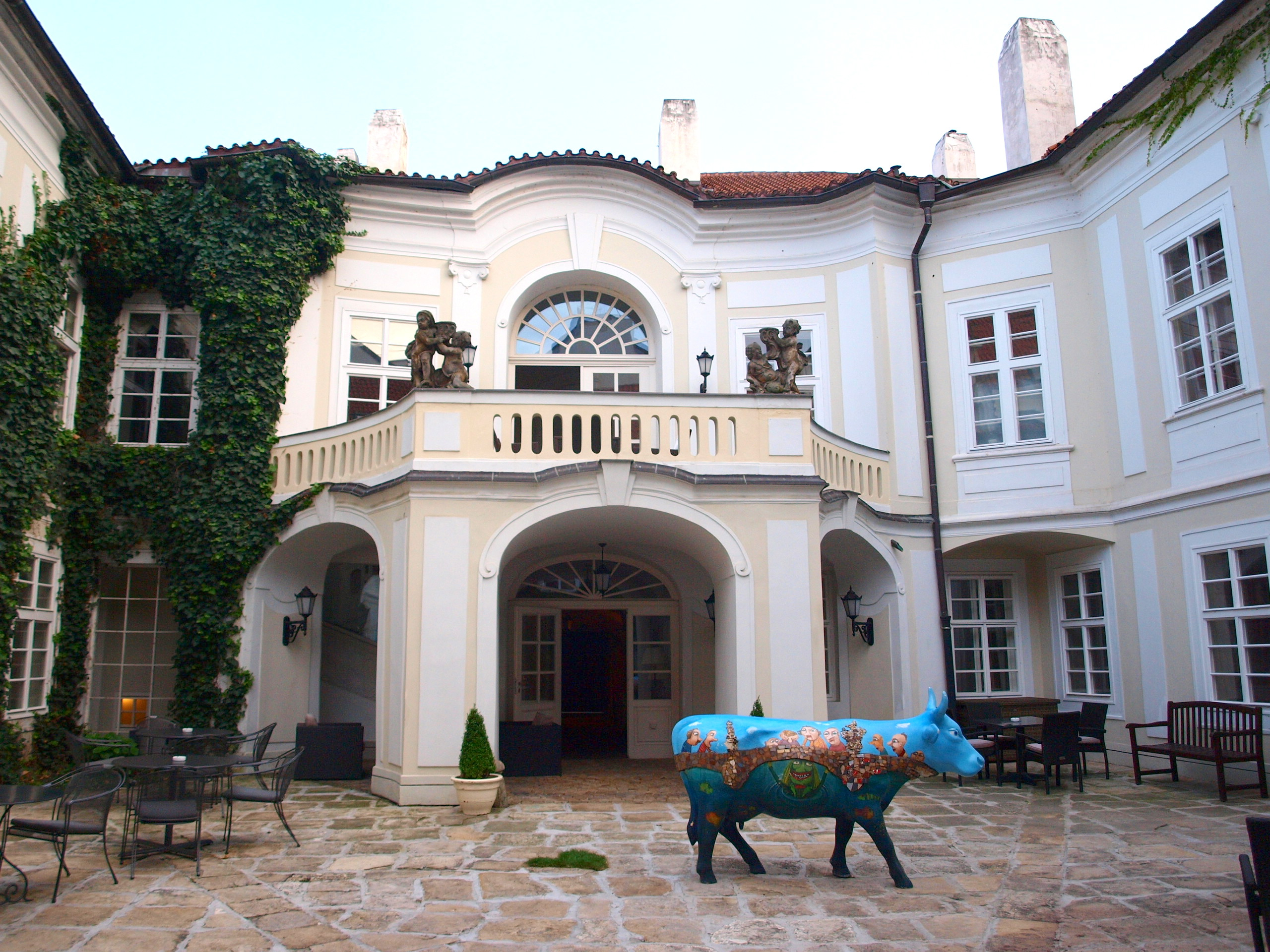
dans la Vieille Ville de Prague, l'endroit où Václav Matyáš Farník a travaillé dans l'orchestre du comte Jan Josef Pachta de Rájov.

Déjà dans sa jeunesse, Václav Farník est un musicien très talentueux après une formation en violon et piano. De 1792 environ à 1797, il est d'abord vocaliste dans l'Église de Saint-François d'Assise des Chanoines réguliers de la Très Sainte-Croix de l'Étoile Rouge à Prague-Vieille Ville. Il est ensuite employé dans divers orchestres, puis à partir de 1799, il devient membre de l'orchestre du comte Jan Josef Pachta de Rájov (cs) (1723-1822) dans son palais de Pachtů z Rájova (cs) sur la place Anenské náměstí (cs).
De 1807 à 1834, il prend le poste de première clarinette dans l'orchestre du Théâtre des États de Prague.
De 1811 à sa mort, Václav Farník est le premier à être nommé professeur de clarinette et de cor de basset au tout nouveau Conservatoire de Prague, où il forme toute une génération de grands élèves, dont František Tadeáš Blatt, Julius Pisarowitz, Josef Proksch, etc..
Vers la fin de sa vie, il est également actif en tant que hautboïste dans la cathédrale Saint-Guy de Prague. Il meurt à Prague le 30 novembre en 1838.